# Beautiful Trauma (Album)
Beautiful Trauma (englisch für „Schönes Trauma“) ist das siebte Studioalbum der US-amerikanischen Popsängerin Pink, das am 13. Oktober 2017 von RCA Records veröffentlicht wurde.

## Hintergrund
Am 10. August 2017 erschien die Leadsingle What About Us?, die sich in Deutschland, Österreich und im Vereinigten Königreich auf Platz drei platzierte. In der Schweiz platzierte sich die Single auf Platz eins. Im September 2017 folgte die Veröffentlichung der zweiten Single Beautiful Trauma. Anfang März 2018 startete die Beautiful Trauma World Tour. Im selben Monat erschien mit Whatever You Want die dritte Singleauskopplung. Die vierte und letzte Single des Albums, Secrets, erschien im August 2018.
In der Kategorie Künstlerin international wurde ihr im April 2018 in Deutschland für das Album der Echo Pop verliehen.

## Rezension
Für Toni Hennig von laut.de war Beautiful Trauma eine „emotionale Berg- und Talfahrt mit wenig Innovation“.
Wolfgang Schütz schrieb für die Augsburger Allgemeine: „[…] Pink geht in sehr vielen ihrer Songs nicht nur mit ihrer starken Stimme offensiv vor. „So What“ oder „Just Like a Pill“ oder „U and Ur Hand“ waren immer auch offene Verarbeitungen von privaten Beziehungen. Und so ist es nun im neuen Material auch wieder. „Revenge“ zum Beispiel ist eine einzige gegenseitige Beschimpfung, den männlichen Part hat Rap-Star Eminem übernommen. Allerdings sind viele neue Songs zweifelnder, nachdenklicher, und alles endet sogar mit einem großen Trotzdem in einer Liebesballade, „You Get My Love“.[…] An George W. Bush sang sie ein wütendes „Dear Mr. President“, Donald Trump jetzt fragt sie „What About Us?“.“

## Titelliste
| Nr. | Titel                       | Text                                                                         | Musik                               | Dauer |
| --- | --------------------------- | ---------------------------------------------------------------------------- | ----------------------------------- | ----- |
| 01  | Beautiful Trauma            | Alecia Moore, Jack Antonoff                                                  | Jack Antonoff                       | 4:10  |
| 02  | Revenge (feat. Eminem)      | Alecia Moore, Marshall Mathers, Max Martin, Shellback                        | Max Martin, Shellback               | 3:46  |
| 03  | Whatever You Want           | Alecia Moore, Max Martin, Shellback                                          | Max Martin, Shellback               | 4:02  |
| 04  | What About Us?              | Alecia Moore, Johnny McDaid, Steve McCutcheon                                | Steve McCutcheon                    | 4:29  |
| 05  | But We Lost It              | Alecia Moore, Greg Kurstin                                                   | Greg Kurstin                        | 3:27  |
| 06  | Barbies                     | Alecia Moore, Julia Michaels, Ross Golan, Jakob Jerlström, Ludvig Söderberg  | The Struts, Golan                   | 3:43  |
| 07  | Where We Go                 | Alecia Moore, Greg Kurstin                                                   | Greg Kurstin                        | 4:27  |
| 08  | For Now                     | Alecia Moore, Julia Michaels, Mattias Larsson, Robin Fredriksson, Max Martin | Mattman & Robin                     | 3:36  |
| 09  | Secrets                     | Alecia Moore, Max Martin, Shellback, Oscar Holter                            | Shellback, Max Martin, Oscar Holter | 3:30  |
| 10  | Better Life                 | Alecia Moore, Jack Antonoff, Sam Dew                                         | Jack Antonoff                       | 3:20  |
| 11  | I Am Here                   | Alecia Moore, Billy Mann, Christian Medice                                   | Billy Mann, Christian Medice        | 4:06  |
| 12  | Wild Hearts Can’t Be Broken | Alecia Moore, Michael Busbee                                                 | Michael Busbee                      | 3:21  |
| 13  | You Get My Love             | Alecia Moore, Tobias Jesso Jr.                                               | Alecia Moore, Tobias Jesso Jr.      | 5:11  |

## Kommerzieller Erfolg

### Chartplatzierungen
| ChartsChartplatzierungen       | Höchstplatzierung | Wochen |
| ------------------------------ | ----------------- | ------ |
| Deutschland (GfK)              | 2 (49 Wo.)        | 49     |
| Österreich (Ö3)                | 1 (34 Wo.)        | 34     |
| Schweiz (IFPI)                 | 1 (46 Wo.)        | 46     |
| Vereinigte Staaten (Billboard) | 1 (56 Wo.)        | 56     |
| Vereinigtes Königreich (OCC)   | 1 (47 Wo.)        | 47     |

| ChartsJahrescharts (2017)      | Platzierung |
| ------------------------------ | ----------- |
| Deutschland (GfK)              | 18          |
| Österreich (Ö3)                | 25          |
| Schweiz (IFPI)                 | 18          |
| Vereinigte Staaten (Billboard) | 46          |
| Vereinigtes Königreich (OCC)   | 5           |

| ChartsJahrescharts (2018)      | Platzierung |
| ------------------------------ | ----------- |
| Deutschland (GfK)              | 68          |
| Schweiz (IFPI)                 | 23          |
| Vereinigte Staaten (Billboard) | 36          |
| Vereinigtes Königreich (OCC)   | 34          |

### Auszeichnungen für Musikverkäufe
| Land/Region                  | Auszeichnungen für Musikverkäufe (Land/Region, Auszeichnung, Verkäufe) | Verkäufe  |
| ---------------------------- | ---------------------------------------------------------------------- | --------- |
| Australien (ARIA)            | 4× Platin                                                              | 280.000   |
| Brasilien (PMB)              | Gold                                                                   | 20.000    |
| Dänemark (IFPI)              | Gold                                                                   | 10.000    |
| Deutschland (BVMI)           | Platin                                                                 | 200.000   |
| Frankreich (SNEP)            | Platin                                                                 | 100.000   |
| Irland (IRMA)                | 3× Platin                                                              | 45.000    |
| Kanada (MC)                  | 3× Platin                                                              | 240.000   |
| Neuseeland (RMNZ)            | 4× Platin                                                              | 60.000    |
| Niederlande (NVPI)           | Platin                                                                 | 40.000    |
| Norwegen (IFPI)              | Platin                                                                 | 20.000    |
| Österreich (IFPI)            | Gold                                                                   | 7.500     |
| Polen (ZPAV)                 | Platin                                                                 | 20.000    |
| Schweden (IFPI)              | Gold                                                                   | 15.000    |
| Schweiz (IFPI)               | Platin                                                                 | 20.000    |
| Vereinigte Staaten (RIAA)    | Platin                                                                 | 1.000.000 |
| Vereinigtes Königreich (BPI) | 2× Platin                                                              | 600.000   |
| Insgesamt                    | 4× Gold · 23× Platin ·                                                 | 2.677.500 |

Hauptartikel: Pink (Musikerin)/Auszeichnungen für Musikverkäufe